# Hamlet (film 1907)
Hamlet è un film muto del 1907 diretto ed interpretato da Georges Méliès.
Il film, che è considerato perduto, è stata la prima grande trasposizione cinematografica della tragedia shakespeariana.